# ФК Витоша (Бистрица)
Витоша е футболен клуб от с. Бистрица, София-град, България. Участва във Втора професионална футболна лига. Клубът е основан през 1958 г. През 2020 г. клубът спира поддръжката на мъжки футболен отбор, като съсредоточава дейността си в детския и юношески футбол. А през 2021 г. се възобновява финансирането. Клубният стадион е с капацитет от 2000 места. Основните цветове на клуба са зелено и бяло.
Между 2010 г. и 2014 г. в клуба като състезател е картотекиран министър-председателят Бойко Борисов, който през сезон 2013/14 участва в 2 мача от Б група и един за Купата на България.

## История
Физкултурно дружество „Витоша“-Бистрица е основано през 1958 г. 
Първи председател на физкултурното дружество „Витоша“ – Бистрица е Гергин Ковачев-Геко(1914 – 2000), който същевременно е и ръководител на стопанското предприятие към дружеството. Спортната дейност е многостранна, съгласно разпорежданията на Българския съюз за физкултура и спорт. Основните спортове са футбол, ски дисциплини, туризъм и др. С протокол от 14 май 1969 година, Общинския народен съвет на с.Бистрица-София отпуска на физкултурно дружество " Витоша" място за построяването на стадион със затревен и дрениран терен, построен и завършен със собствени средства на дружеството през същата 1969 г.  Стадионът е основно ремонтиран и разширен през 2017 г.
През 1974 г. клубът става първият от село в Софийска област, който участва в третия ешелон – В група. Впоследствие обаче е изваден от групата заради нови организационни схеми, въведени от футболния съюз.
През следващите около 30 години Витоша е неизменен участник в Софийската окръжна група. През 2007 г. клубът се завръща в Югозападната В група.
През сезон 2011/12 Витоша печели Купата на Аматьорската футболна лига, като на финала побеждава с 2:1 Две могили на националния стадион „Васил Левски“ в София. За успех също се счита участието на 1/32-финал за купата на страната през 1972/73 г. През сезон 2012/13, Витоша постига най-доброто класиране дотогава в своята история, заемайки 2-ро място в крайното класиране на Югозападна В група. Само една точка не достига на отбора за да заеме първо място. На 6 август 2013 СТК на БФС го включва Б група заедно със заелите второ място във В групите през сезона Дунав (Русе) и Хасково.
През сезон 2016/17, под ръководството на старши треньора Костадин Ангелов, Витоша завършва на 3-то място във Втора лига и след победа в плейоф с 1:0 срещу Нефтохимик (Бургас) се класира в Първа лига за първи път в своята клубна история.
Клубът обаче се представя изключително слабо в първенството, като губи от Черно море, Лудогорец, Левски, Локомотив (Пловдив), ЦСКА, Верея, Дунав, Славия, Ботев (Пловдив), Септември (София) и Берое в първите 13 мача; събира актив от едва 3 точки след 16 изиграни срещи и за момента е „боксовата круша“ на Първа професионална футболна лига. Отборите, които не успяват да победят Витоша, определят представянето си като „резил“. Подобна серия от загуби в елита е правил единствено отборът ПСФК Черноморец Бургас (София). В Турнира за Купата на България, Витоша отпада още на 1/16 финалите от втородивизионния ФК Литекс (Ловеч).
В края на сезона обаче, „тигрите“ извършват истински подвиг. След приключване на редовния сезон, Витоша е на последното, 14-о място с актив от 8 точки от 26 мача и без спечелен мач. В груповата фаза, бистричани печелят още 5 точки от 6 мача, постигайки единствената си победа – срещу Черно море с 1:0. В третата фаза, Витоша губи плей-офа си с Дунав (Русе) с 0:1 и 1:3, но успява да се наложи над Пирин Благоевград в плей-аут за директно изпадане след загуба у дома с 0:1 и победа като гост с 2:1. В решителния мач за място в сезон 2018/19 в Първа професионална футболна лига, Витоша успява да се наложи над втория във Втора лига – Локомотив София, след равенство в редовното време и продълженията (1:1 и 2:2) и 4:2 след изпълнение на дузпи. Така Витоша става първият футболен отбор от село, успял да запази мястото си в елита след края на сезона.
Сезон 2019/20 е катастрофален за Витоша. Още в самото начало, отборът освобождава треньора Росен Кирилов, голяма част от опитните си футболисти, осигурили спасението му през миналия сезон и започва да налага юноши без опит в професионалния футбол. Това се оказва пагубно на представянето му и отборът губи първите 8 кръга от шампионата. През целия сезон Витоша записва една-единствена победа (3:2 срещу Царско село), не опазва мрежата си суха нито веднъж и губи математически шансовете си за спасение още преди края на редовния сезон.
На 28 септември 2020 г. по решение на президента на клуба ФК Витоша (Бистрица) се разформирова мъжкият отбор и напуска Втора лига. Клубът продължава дейността си като развива само детски и юношески отбори.

## Успехи
- Купа на Аматьорската футболна лига: 2011/12; 2021/22
- 3-то място във Втора лига: 2016/17
- 11-то място в Първа лига: 2018/19
- 1/8 финал в Купа на България: 2018/19

## Сезони
| Сезон     | Име    | Група                             | Място | Нац. Купа   |
| --------- | ------ | --------------------------------- | ----- | ----------- |
| 2014 – 15 | Витоша | В Група                           | 4     | не участва  |
| 2015 – 16 | Витоша | В група                           | 2     | не участва  |
| 2016 – 17 | Витоша | Втора лига                        | 3     | 1/16 финали |
| 2017 – 18 | Витоша | Първа професионална футболна лига | 14    | 1/16 финали |
| 2018 – 19 | Витоша | Първа професионална футболна лига | 11    | 1/8 финали  |
| 2019 – 20 | Витоша | Първа професионална футболна лига | 14    | 1/8 финали  |